# Лоран Фуарест
Лоран Фуарест (фр. Laurent Foirest, 18 вересня 1973) — французький баскетболіст.
Срібний призер Олімпійських Ігор 2000 року.
Переможець Юнацького чемпіонату Європи (U-18) 1992 року.